# Magny-le-Désert
Magny-le-Désert – miejscowość i gmina we Francji, w regionie Normandia, w departamencie Orne.
Według danych na rok 1990 gminę zamieszkiwało 1210 osób, a gęstość zaludnienia wynosiła 36 osób/km² (wśród 1815 gmin Dolnej Normandii Magny-le-Désert plasuje się na 190. miejscu pod względem liczby ludności, natomiast pod względem powierzchni na miejscu 26.).